# Sargeist
Sargeist je finská black metalová kapela založená v roce 1999 ve městě Lappeenranta v provincii Jižní Karélie. Název je složenina dvou německých slov: sarg (rakev) a geist (duch) a pochází z písně The Old Coffin Spirit od řecké hudební skupiny Rotting Christ.
Původně šlo o sólový projekt Shatrauga (pseudonym Ville Pystynena) z finské blackmetalové skupiny Horna, k němuž se v roce 2000 přidal Lord Volos a později další muzikanti. 
V roce 1999 vyšlo první demo Nockmaar a v roce 2003 debutové studiové album s názvem Satanic Black Devotion. 

## Diskografie

### Demo nahrávky
- Nockmaar (1999)
- Nockmaar / Heralding Breath of the Pestilence (2001)
- Tyranny Returns (2001)

### Studiová alba
- Satanic Black Devotion (2003)
- Disciple of the Heinous Path (2005)
- Let the Devil In (2010)
- Feeding the Crawling Shadows (2014)
- Unbound (2018)

### EP
- Funeral Curses (2008)
- Lair of Necromancy (2011)
- Death Veneration (2019)

### Kompilace
- Funeral Curses (2005)
- The Rebirth of a Cursed Existence (2013)

+ několik split nahrávek